# 부천시 원미구의 국회의원

## 행정구역 변천
- 1988년 1월 1일 경기도 부천시 중구 설치
- 1993년 2월 1일 중구가 원미구로 개칭, 오정구 분구
- 2016년 7월 4일 책임읍면동제 시행으로 원미구 폐지
- 2024년 1월 1일 경기도 부천시 원미구 설치

## 부천시 원미구의 역대 국회의원
| 대수   | 이름           | 소속정당       | 임기                               | 선거구역 |
| ------ | -------------- | -------------- | ---------------------------------- | --- |
| 제13대 | 임무웅(林茂雄) | 민주정의당     | 1988년 5월 30일 ~ 1992년 5월 29일  | 부천시 중구 일원 |
| 제14대 | 안동선(安東善) | 민주당         | 1992년 5월 30일 ~ 1996년 5월 29일  | 부천시 중구 갑: 심곡2동, 심곡3동, 원미1동, 원미2동, 춘의동, 성곡동, 도당동                                           |
| 제14대 | 원혜영(元惠榮) | 민주당         | 1992년 5월 30일 ~ 1996년 5월 29일  | 부천시 중구 을: 원종1동, 원종2동, 고강본동, 고강1동, 오정동, 신흥1동, 신흥2동                                        |
| 제15대 | 안동선(安東善) | 새정치국민회의 | 1996년 5월 30일 ~ 2000년5월 29일   | 부천시 원미구 갑: 심곡1동, 심곡2동, 심곡3동, 원미1동, 원미2동, 소사동, 역곡1동, 역곡2동, 춘의동, 도당동              |
| 제15대 | 이사철(李思哲) | 신한국당       | 1996년 5월 30일 ~ 2000년5월 29일   | 부천시 원미구 을: 약대동, 중동, 중1동, 중2동, 중3동, 상동, 상1동                                                     |
| 제16대 | 안동선(安東善) | 새천년민주당   | 2000년 5월 30일 ~ 2004년 5월 29일  | 부천시 원미구 갑: 심곡1동, 심곡2동, 심곡3동, 원미1동, 원미2동, 소사동, 역곡1동, 역곡2동, 춘의동, 도당동              |
| 제16대 | 배기선(裵基善) | 새천년민주당   | 2000년 5월 30일 ~ 2004년 5월 29일  | 부천시 원미구 을: 약대동, 중동, 중1동, 중2동, 중3동, 중4동, 상동, 상1동                                              |
| 제17대 | 김기석(金基錫) | 열린우리당     | 당선 무효                          | 부천시 원미구 갑: 심곡1동, 심곡2동, 심곡3동, 원미1동, 원미2동, 소사동, 역곡1동, 역곡2동, 춘의동, 도당동              |
| 제17대 | 임해규(林亥圭) | 한나라당       | 2005년 10월 27일 ~ 2008년 5월 30일 | 부천시 원미구 갑: 심곡1동, 심곡2동, 심곡3동, 원미1동, 원미2동, 소사동, 역곡1동, 역곡2동, 춘의동, 도당동              |
| 제17대 | 배기선(裵基善) | 열린우리당     | 2004년 5월 30일 ~ 2008년 5월 29일  | 부천시 원미구 을: 약대동, 중동, 중1동, 중2동, 중3동, 중4동, 상동, 상1동, 상2동, 상3동                                |
| 제18대 | 임해규(林亥圭) | 한나라당       | 2008년 5월 30일 ~ 2012년 5월 29일  | 부천시 원미구 갑: 심곡1동, 심곡2동, 심곡3동, 원미1동, 원미2동, 소사동, 역곡1동, 역곡2동, 춘의동, 도당동              |
| 제18대 | 이사철(李思哲) | 한나라당       | 2008년 5월 30일 ~ 2012년 5월 29일  | 부천시 원미구 을: 약대동, 중동, 중1동, 중2동, 중3동, 중4동, 상동, 상1동, 상2동, 상3동                                |
| 제19대 | 김경협(金炅俠) | 민주통합당     | 2012년 5월 30일 ~ 2016년 5월 29일  | 부천시 원미구 갑: 심곡1동, 심곡2동, 심곡3동, 원미1동, 원미2동, 소사동, 역곡1동, 역곡2동, 춘의동, 도당동              |
| 제19대 | 설훈(薛勳)     | 민주통합당     | 2012년 5월 30일 ~ 2016년 5월 29일  | 부천시 원미구 을: 약대동, 중동, 중1동, 중2동, 중3동, 중4동, 상동, 상1동, 상2동, 상3동                                |
| 제20대 | 김경협(金炅俠) | 더불어민주당   | 2016년 5월 30일 ~ 2020년 5월 29일  | 부천시 원미구 갑: 심곡1동, 심곡2동, 심곡3동, 원미1동, 원미2동, 소사동, 역곡1동, 역곡2동, 춘의동, 도당동              |
| 제20대 | 설훈(薛勳)     | 더불어민주당   | 2016년 5월 30일 ~ 2020년 5월 29일  | 부천시 원미구 을: 약대동, 중동, 중1동, 중2동, 중3동, 중4동, 상동, 상1동, 상2동, 상3동                                |
| 제22대 | 서영석(徐煐錫) | 더불어민주당   | 2024년 5월 30일 ~                  | 부천시 갑: 원미구 심곡1동, 심곡2동, 심곡3동, 원미1동, 원미2동, 소사동, 역곡1동, 역곡2동, 춘의동, 도당동, 오정구 일원 |
| 제22대 | 김기표(金起杓) | 더불어민주당   | 2024년 5월 30일 ~                  | 부천시 을: 원미구 약대동, 중동, 중1동, 중2동, 중3동, 중4동, 상동, 상1동, 상2동, 상3동                                |
| 제22대 | 이건태(李建台) | 더불어민주당   | 2024년 5월 30일 ~                  | 부천시 병: 원미구 송내1동, 송내2동, 소사구 일원                                                                      |

## 같이 보기
- 부천시 중구 갑
- 부천시 원미구 갑
- 부천시 원미구 을
- 부천시 갑
- 부천시 을
- 부천시의 국회의원
- 부천시 중구의 국회의원
- 부천시 오정구의 국회의원
- 부천시 소사구의 국회의원